# Higuchi Tomimaro
Higuchi Tomimaro (japanisch 樋口 富麻呂; geboren 1. März 1898 in Osaka; gestorben 7. November 1981) war ein japanischer Maler der Nihonga-Richtung.

## Leben und Werk
Higuchi Tomimaro machte 1921 seinen Studienabschluss an der Kunsthochschule „Kyōto shiritsu kaiga semmon gakkō“ (京都市立絵画専門学校), der Vorläufereinrichtung der Städtischen Universität der Künste Kyōto, und schloss sich der „Seikō-sha“ (青甲社) des Malers Nishiyama Suishō an. Auch der Maler und Grafiker Kitano Tsunetomi beeinflusste ihn.
Higuchi arbeitete als Maler, Grafiker und Illustrator. Er zeigte seine Werke regelmäßig auf der „Bunten“, der Nachfolgerin „Teiten“ und auf der „Nitten“. 1969 schloss er sich dem Nihon Bijutsuin an und stellte auf dessen Ausstellungen „Inten“ sechsmal aus. Er ist besonders bekannt für seine Holzschnitte mit Geisha-Motiven.
1931 war Higuchi auf der Ausstellung japanische Malerei 1931 in Berlin zu sehen.